# Кіпренський Орест Адамович
Орест Адамович Кіпренський (13 (24) березня 1782, Санкт-Петербурзька губернія — 5 (17) жовтня 1836, Рим) — російський живописець і графік, представник романтизму, відомий портретист.

## Біографія
Позашлюбний син поміщика А. С. Дьяконова, народився 24 березня 1782 р. на Ніжинській мизі Оранієнбаумського повіту Санкт-Петербурзької губернії. Хрещений в містечку Копор'є, від якого отримав прізвисько рос. «Копорский», змінене пізніше в прізвище рос. «Кипренский». За документами був записаний в сім'ю кріпака Адама Швальбе. 
Отримавши вільну, в 1788 р. був зарахований до Виховного училища при Петербурзькій Академії мистецтв, а пізніше навчався в самій академії (1788–1803) в класі історичного живопису. Пенсіонер Академії до 1809 року. Жив у Москві (1809), Твері (1811), Петербурзі (1812), а в 1816–1822 і з 1828 р. жив і працював в Італії — в Римі та Неаполі. У 1812 році був удостоєний звання академіка портретного живопису.

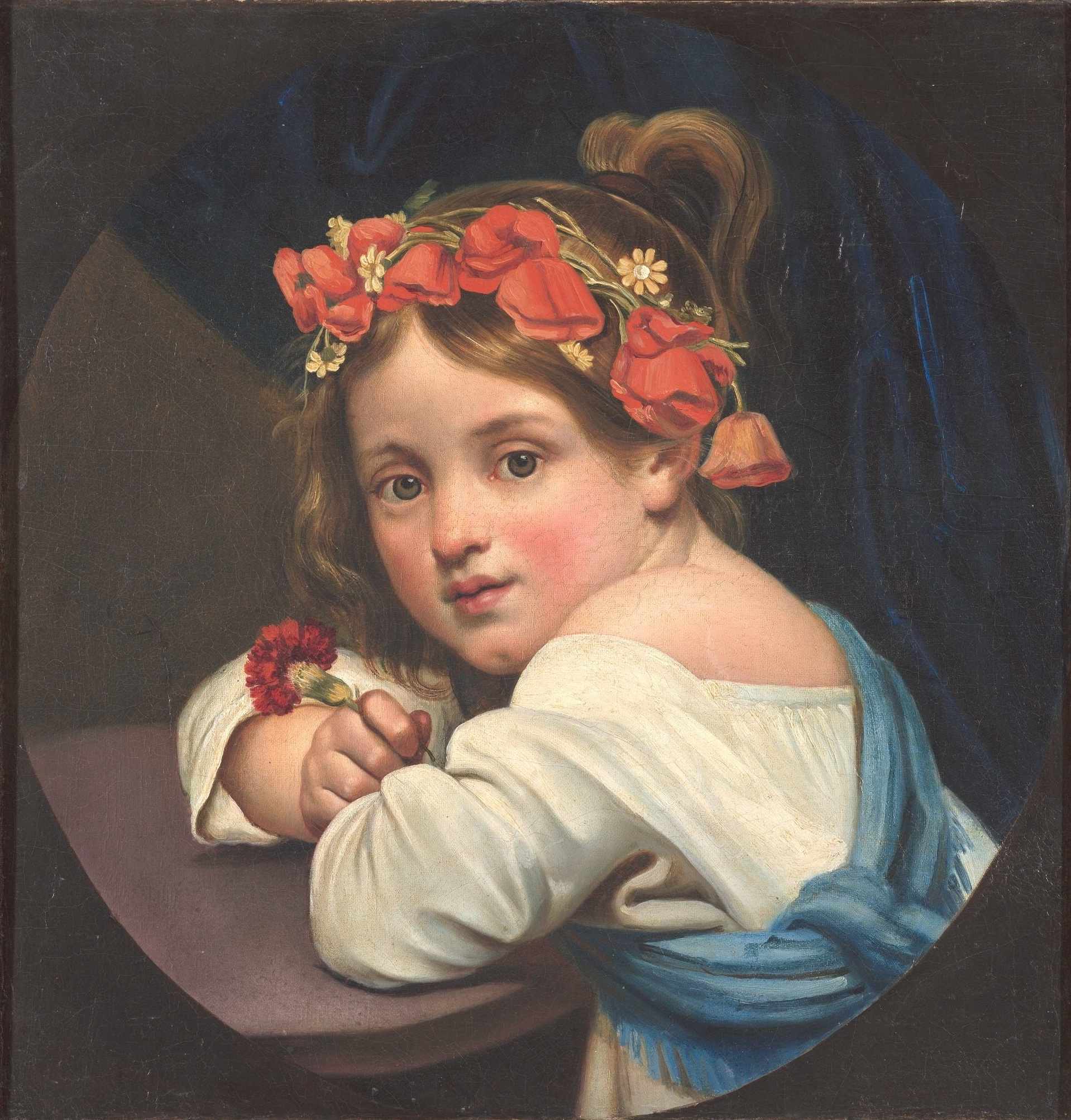
«Дівчинка з маковим вінком і гвоздикою в руці», О. Кіпренський, 1819. Ймовірно, на цій картині зображена Мауріччія, майбутня дружина художника.

У липні 1836 року одружився з Ганною-Марією Фалькуччі (Мауріччією), для чого попередньо перейшов у католицьку віру.
Художник помер 17 жовтня 1836 року в Римі від запалення легенів і був похований в церкві Сант Андреа делле Фратте. Коштом російських митців, що жили в Римі, над надгробком встановлена стела з написом латиною, який починається словами: «На честь й на пам'ять про Ореста Кіпренського, найзнаменитішого серед російських художників, професора і радника Імператорської Петербурзької академії мистецтв і члена Неаполітанської академії …». За кілька місяців по смерті Кіпренського на світ з'явилася його дочка, Клотильда Кіпренська, але її доля невідома.

## Творчість
Спочатку Кіпренський працював переважно над історичними і міфологічними темами. Одночасно почав займатися портретом, що визначив його подальший творчий шлях. Найбільш відомі твори — портрет хлопчика Челіщева (1810–1811), портрет Є. В. Давидова, портрети подружжя Ростопчиних (1809) і Хвостових (1814), що зберігаються в Третьяковській галереї, а також автопортрет (1808), зображення поетів К. М. Батюшкова (1815, Музей інституту російської літератури Російської Академії наук, Петербург), В. А. Жуковського (1816) і О. С. Пушкіна (1827). Крім живописних портретів Кіпренський створив багато графічних портретів.
Роботи Ореста Кіпренського зберігаються в Державній Третьяковській галереї (Москва), Державному Російському музеї в Санкт-Петербурзі, Державному Літературному музеї (Москва), Музеї О. С. Пушкіна (Санкт-Петербург), Катерининському палаці-музеї (Пушкін), Державному художньому музеї Латвії (Рига), Державному музеї Молдови (Кишинів), Державному історичному музеї (Москва), Галереї Уффіці (Флоренція) та Київській національній картинній галереї.[джерело?]

## Відгуки сучасників
О. М. Андреєв. З книги «Живопис і живописці головних європейських шкіл», 1857:
|  | Орест Адамович Кіпренський (1783—1836), професор історичного живопису, один з найкращих портретистів Росії, що коли-небудь існували, і гідний суперник найкращих художників цілої Європи. В Італії прозвали його «Російським Вандиком». Але ця назва не цілком характеризує і визначає нашого славного портретиста. Почавши своє поле діяльності під керівництвом Угрюмова з наслідування свого вчителя, він незабаром звернувся до Рубенса і Рембрандта, прагнучи злити обидві ніби протилежні їх манери, але скоро полишив їх обох і створив свій особливий стиль… Портрети Кіпренського розсіяні по всій Європі; вкажемо тільки найвідоміші його твори. В Ермітажі: «Садівник» чи інакше молодий Італійський хлопчик, що лежить на сонці в стані dolce far niente (солодке байдикування (італ.) і т. д. Оригінальний текст (рос.) Орест Адамович Кипренский (1783—1836), профессор исторической живописи, один из самых лучших портретистов России, когда-либо существовавших, и достойный соперник лучших художников целой Европы. В Италии прозвали его «Русским Вандиком». Но это название не вполне характеризует и определяет нашего славного портретиста. Начав свое поприще под руководством Угрюмова с подражания своему учителю, он скоро обратился к Рубенсу и Рембрандту, стремясь слить обе кажущиеся противоположными их манеры, но скоро оставил их обоих и создал свой особенный стиль… Портреты Кипренского рассеяны по всей Европе; укажем только на самые известнейшие его произведения. В Эрмитаже : «Садовник» или иначе молодой Итальянский мальчик, лежащий на солнце в положении dolce far niente (сладостное ничегонеделание (итал.) и т. д. |

## Галерея

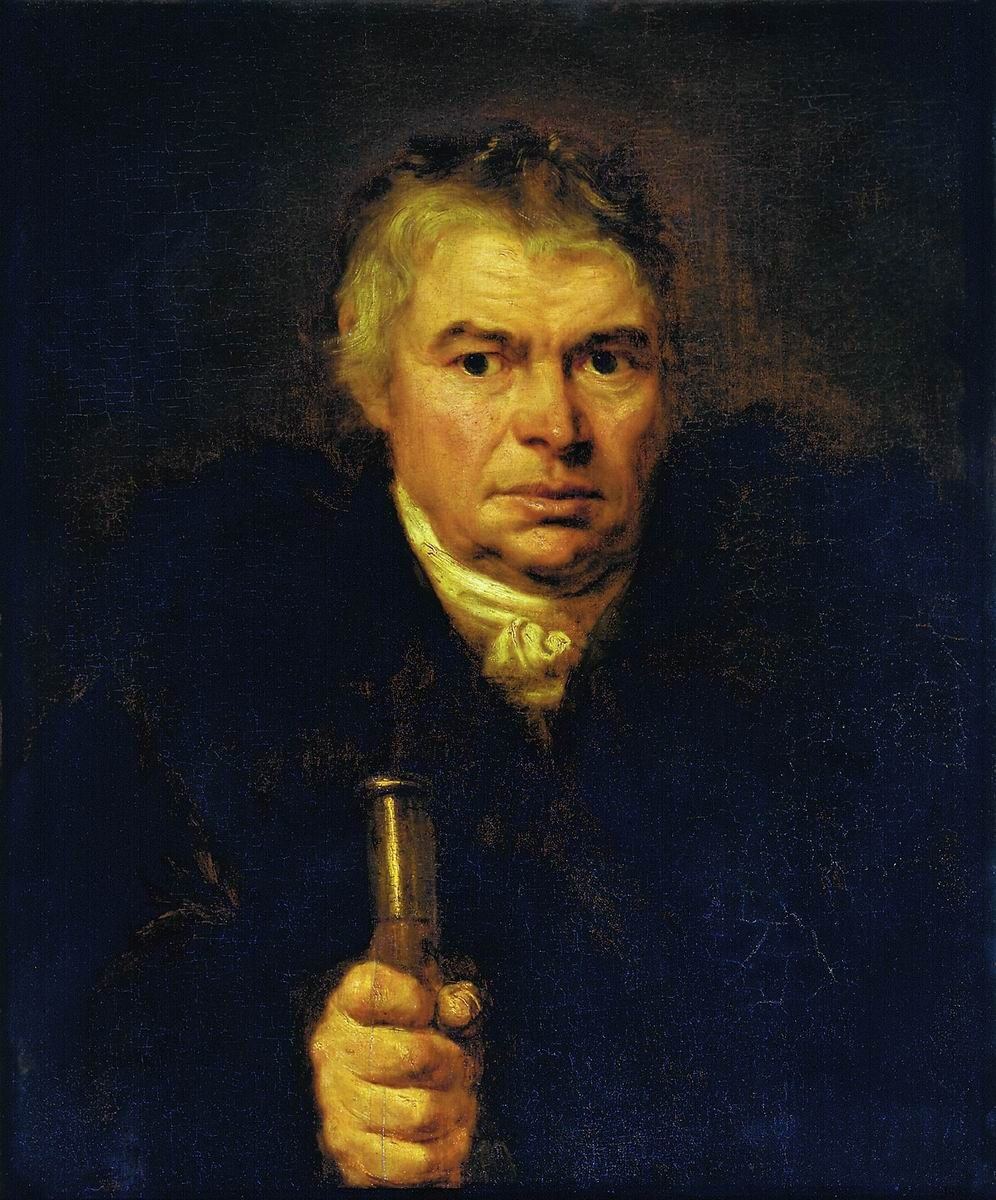
Портрет Адама Швальбе, 1804
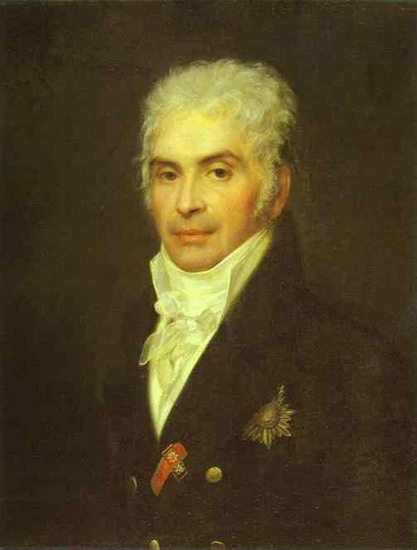
Портрет князя Петра Щербатова, 1808
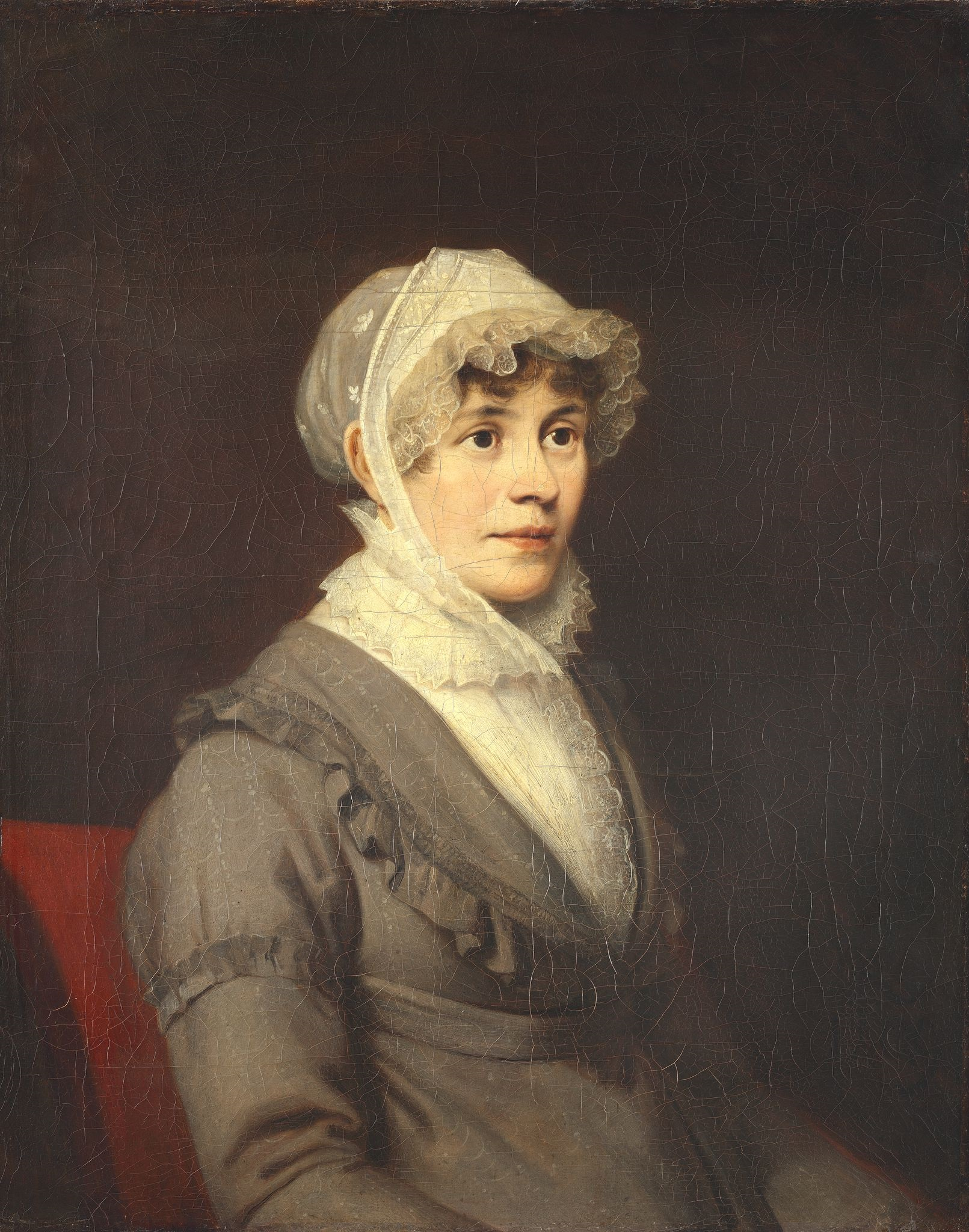
Портрет графині Катерини Ростопчиної, 1809
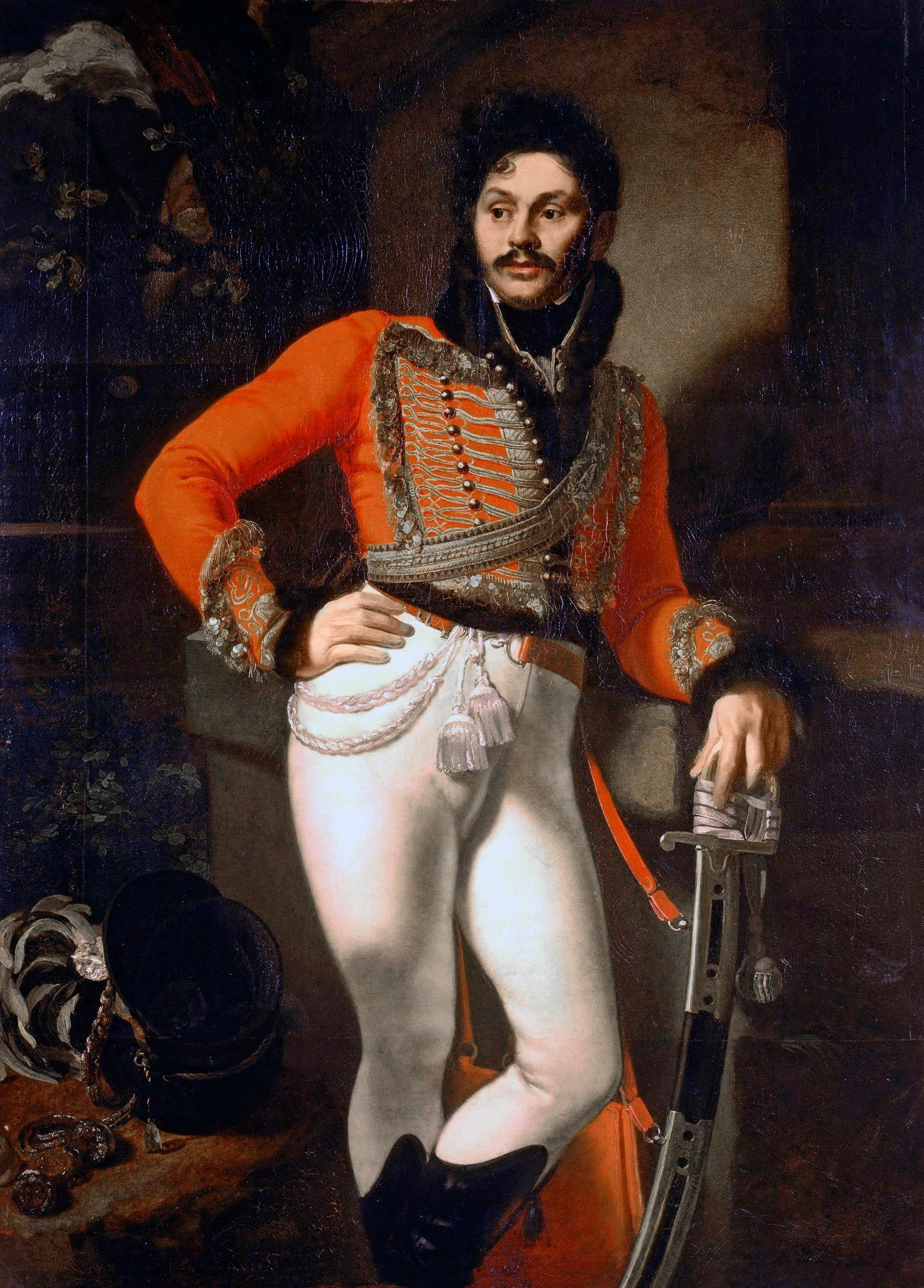
Портрет лейб-гусарського полковника Євграфа Давидова, 1809
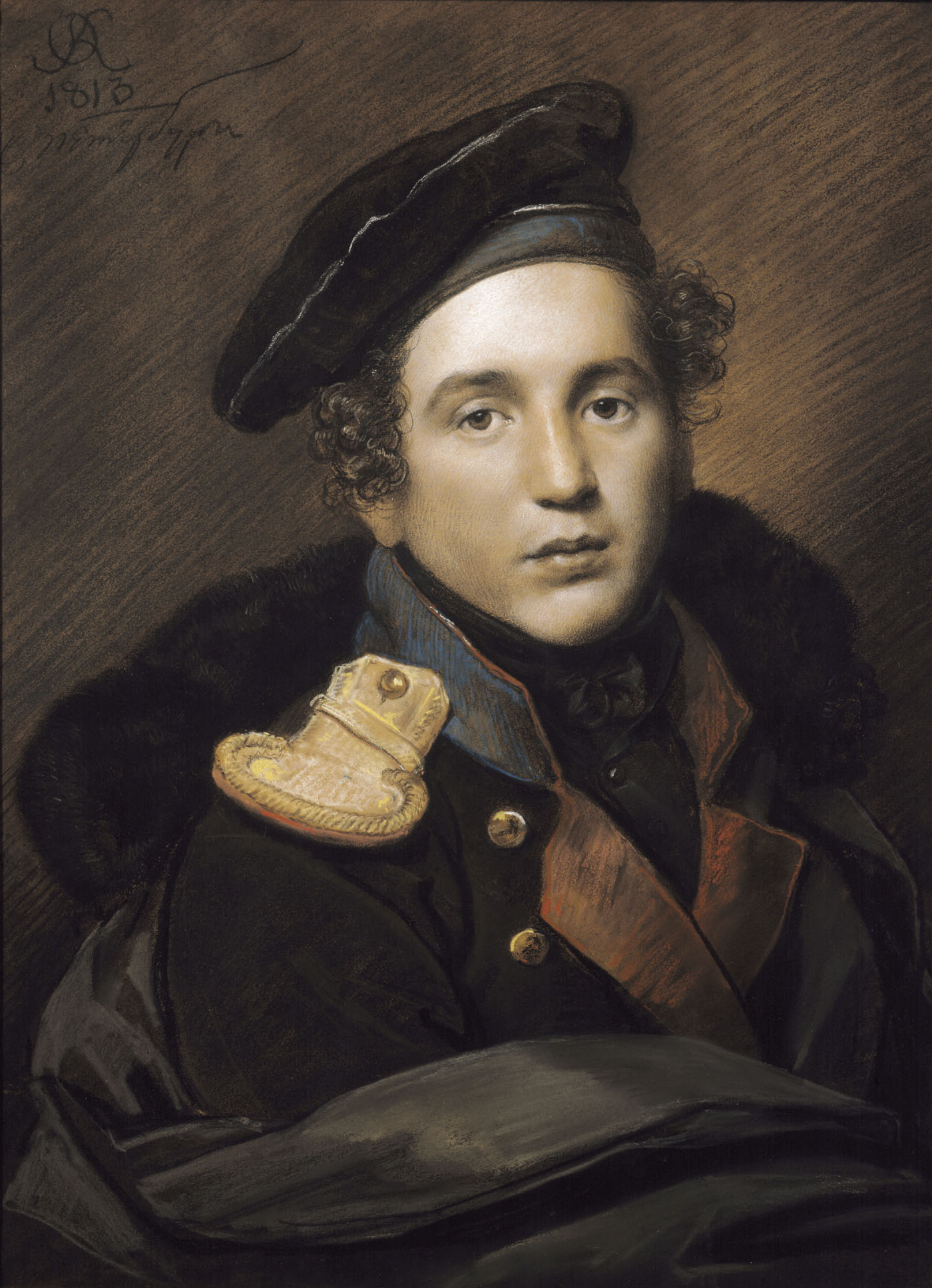
Портрет Петра Оленіна, 1813
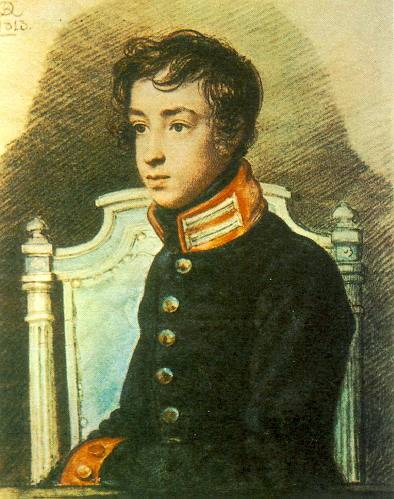
Портрет Олександра Бакуніна, 1813
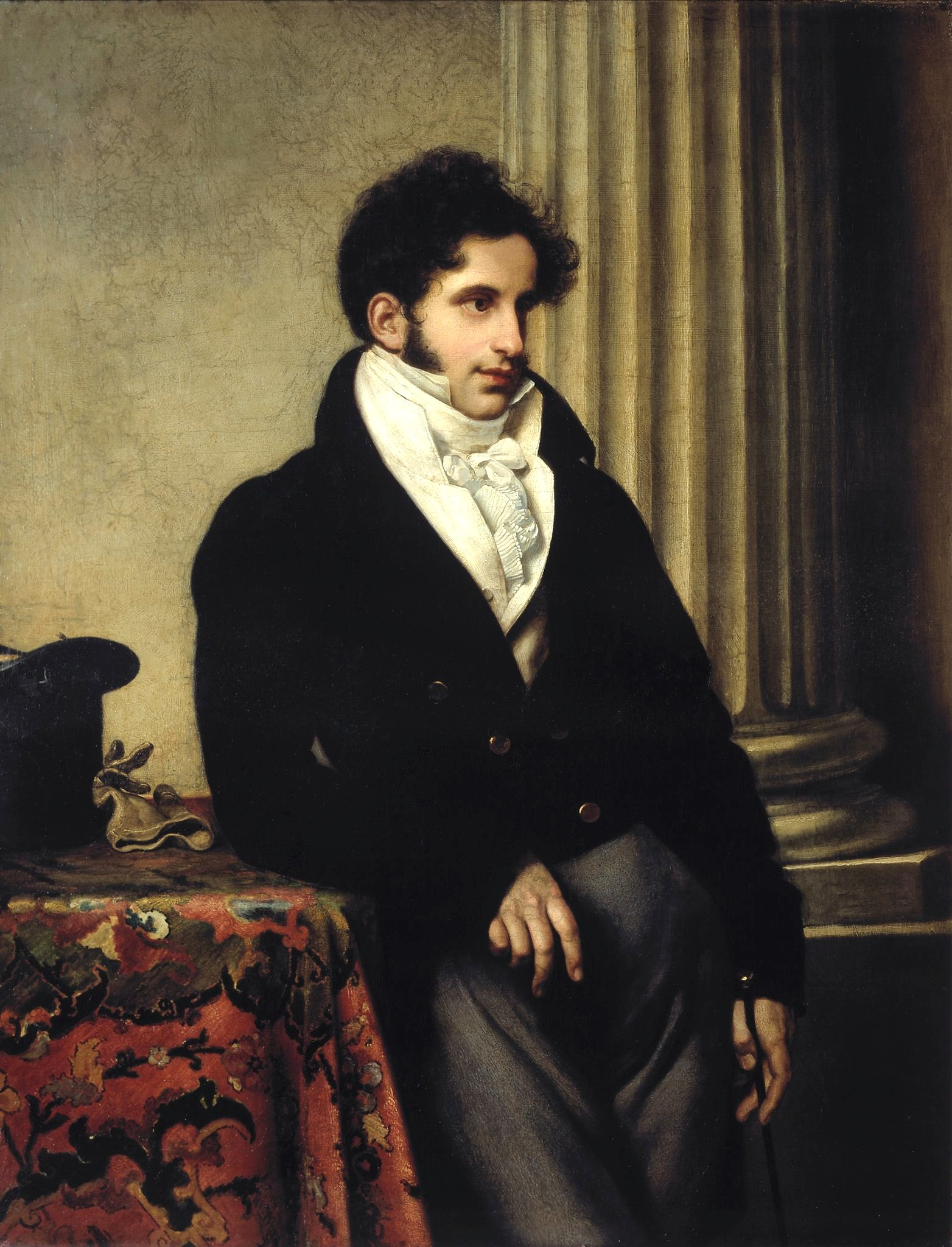
Портрет Сергія Уварова, 1815
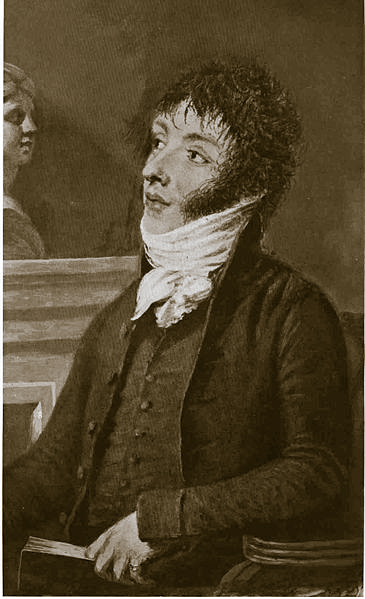
Портрет Костянтина Батюшкова, 1815
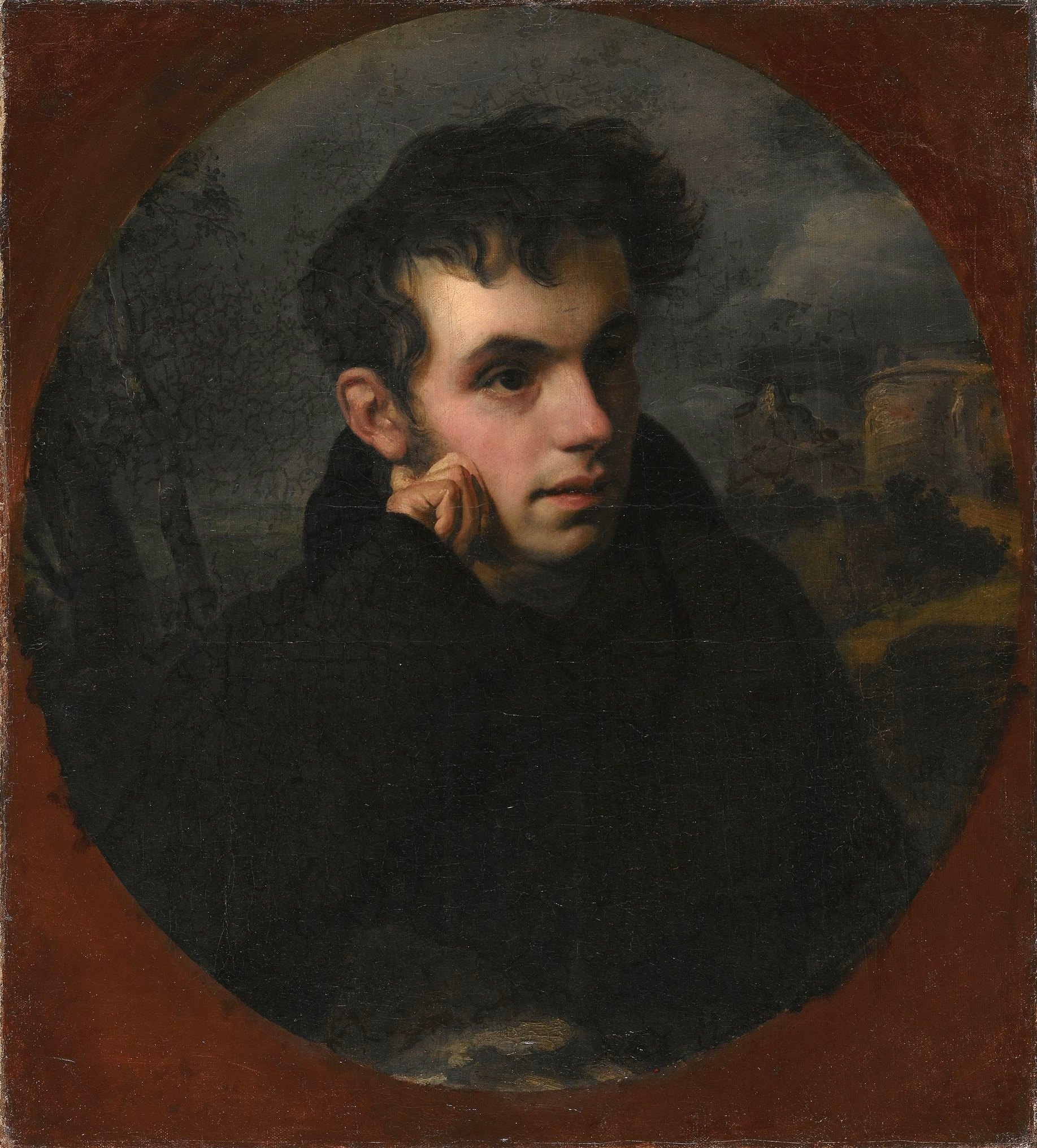
Портрет Василя Жуковського, 1815
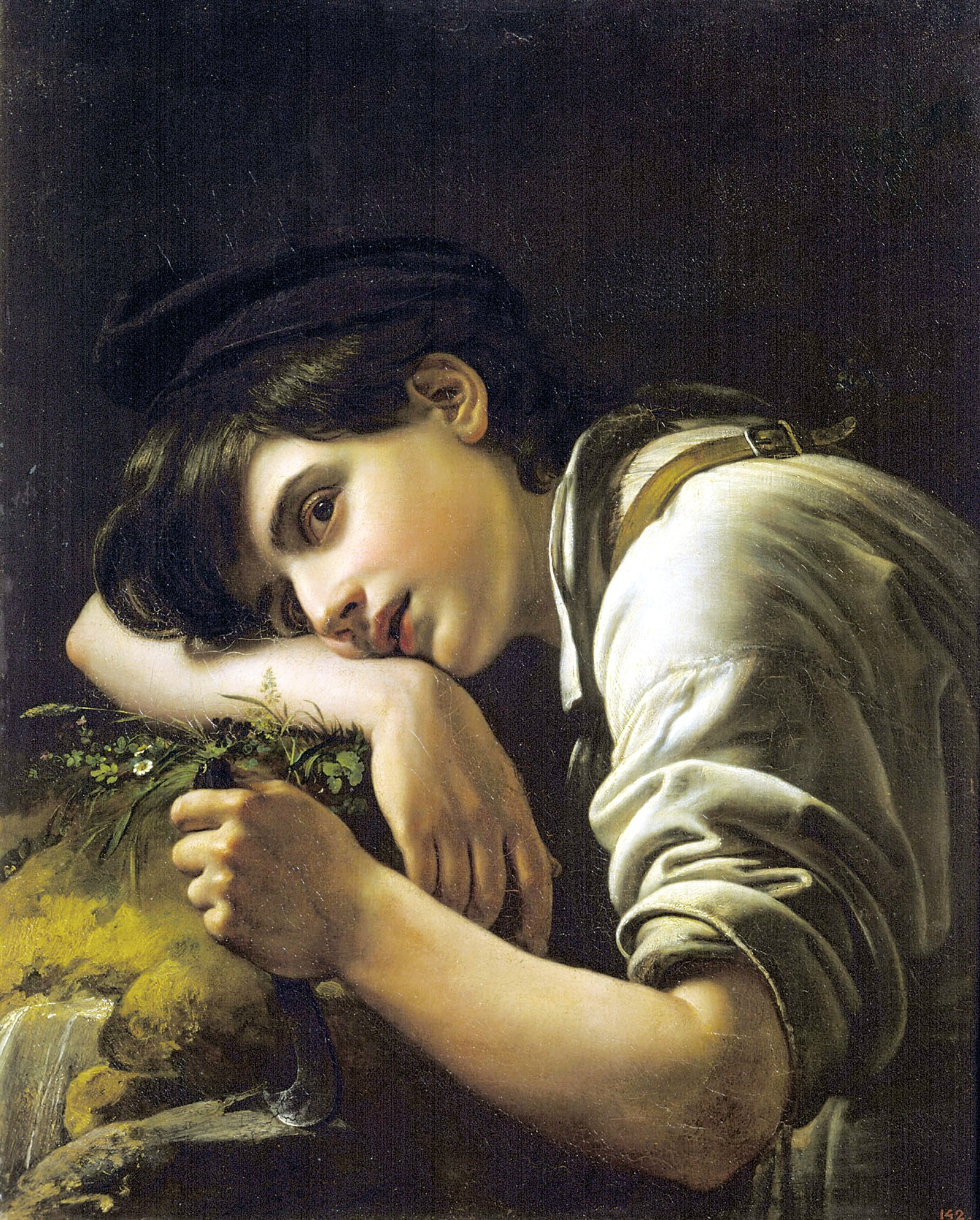
Молодий садівник, 1817
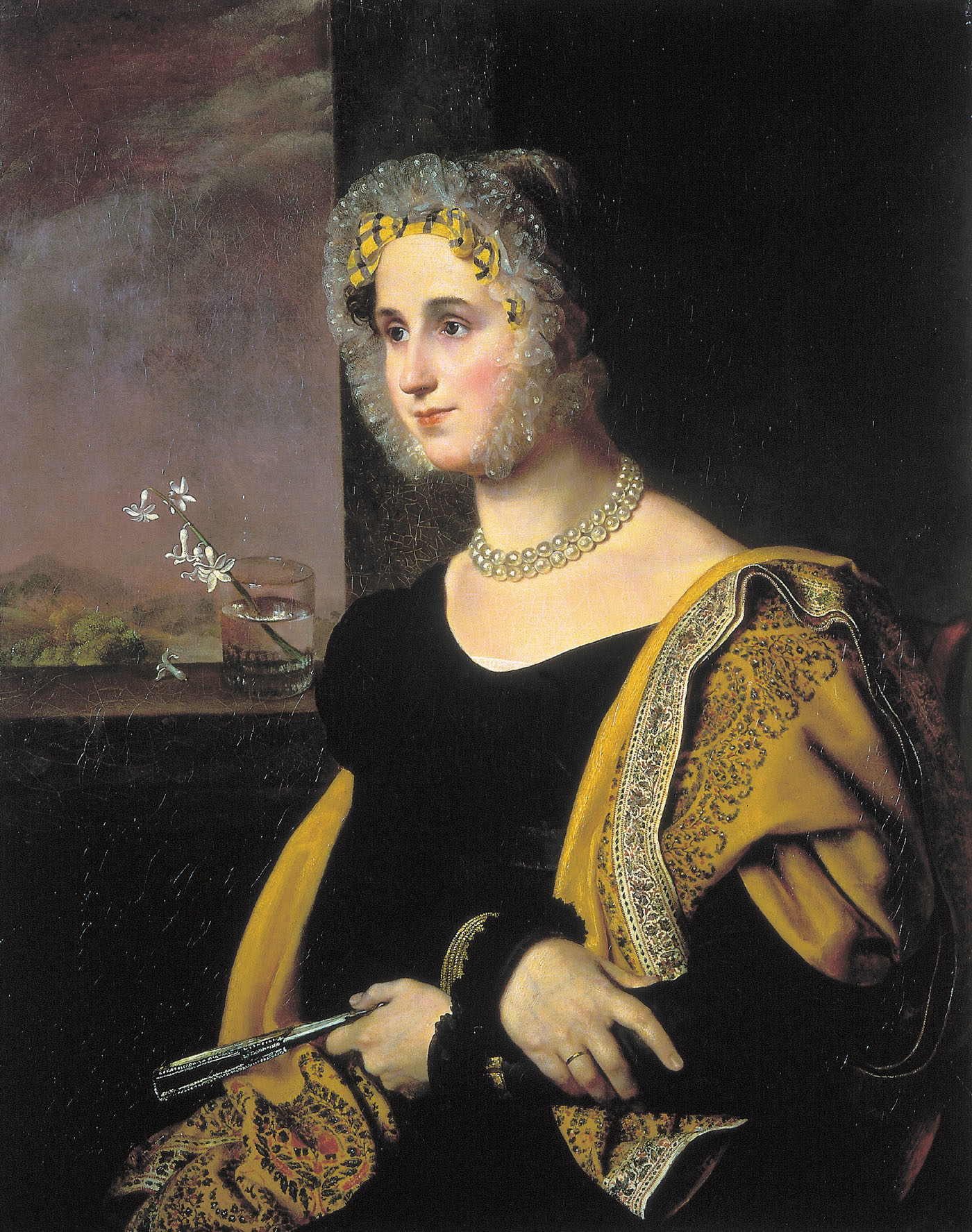
Портрет Катерини Авдуліної, 1822
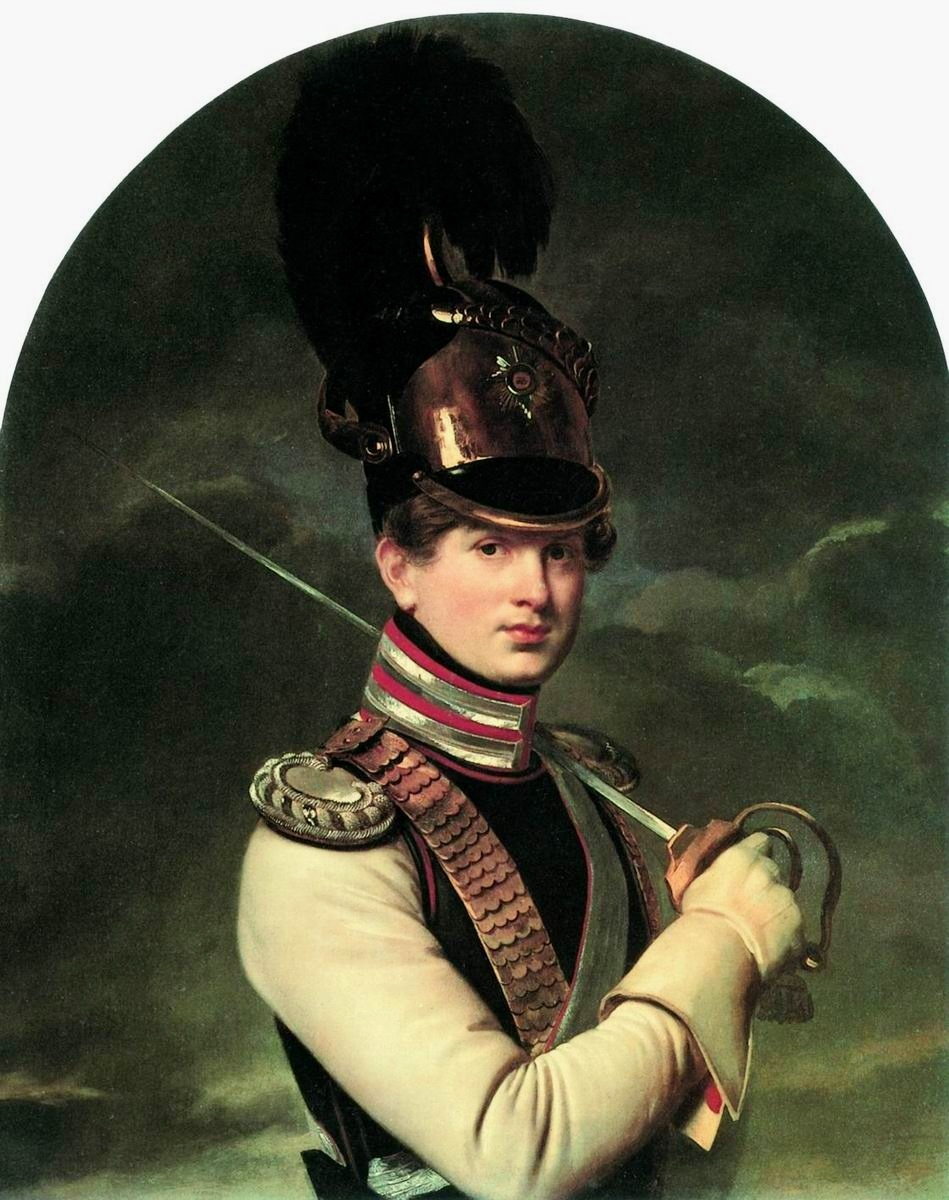
Портрет князя Микити Трубецького, 1826
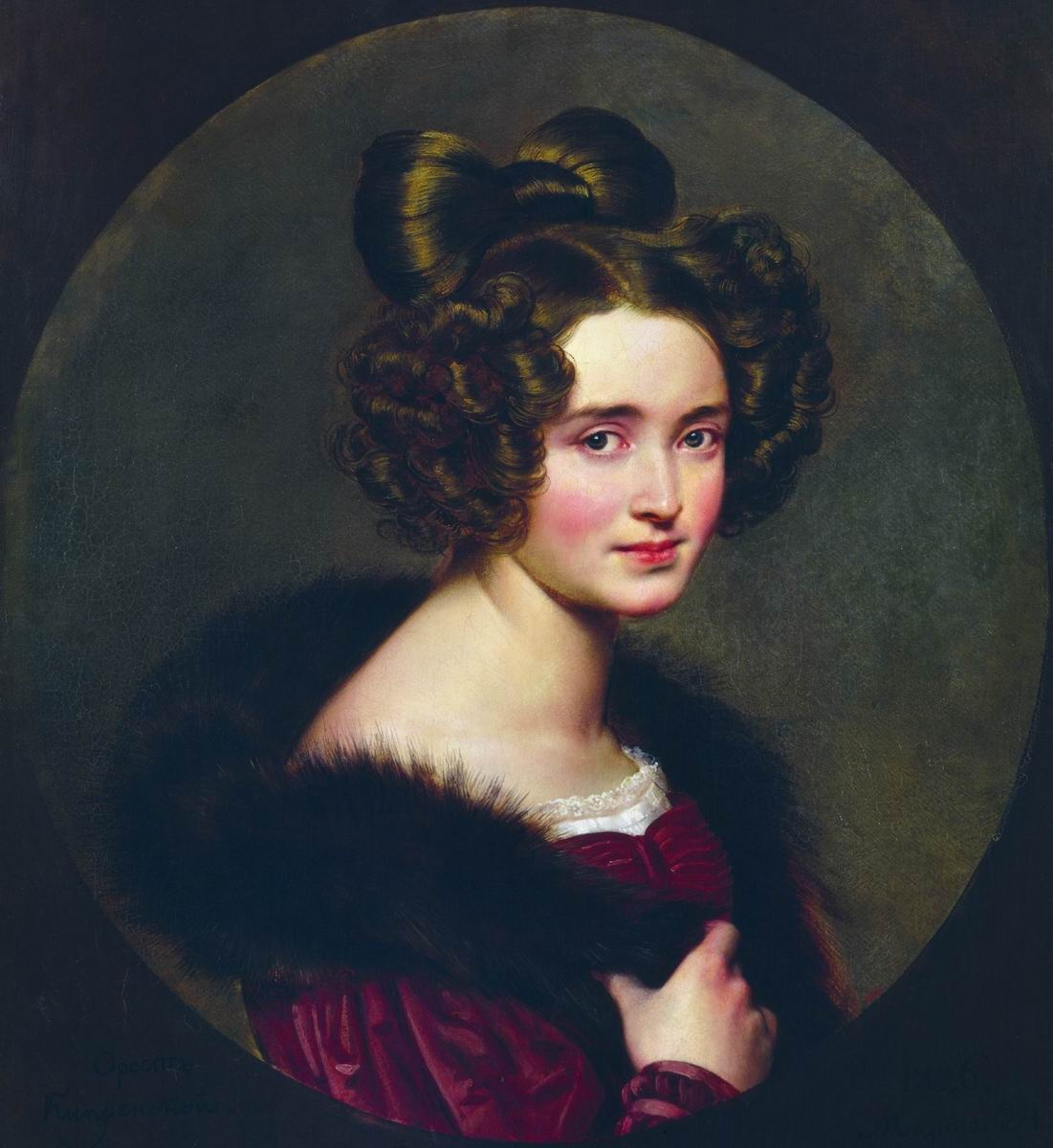
Олімпіада Рюміна, 1826
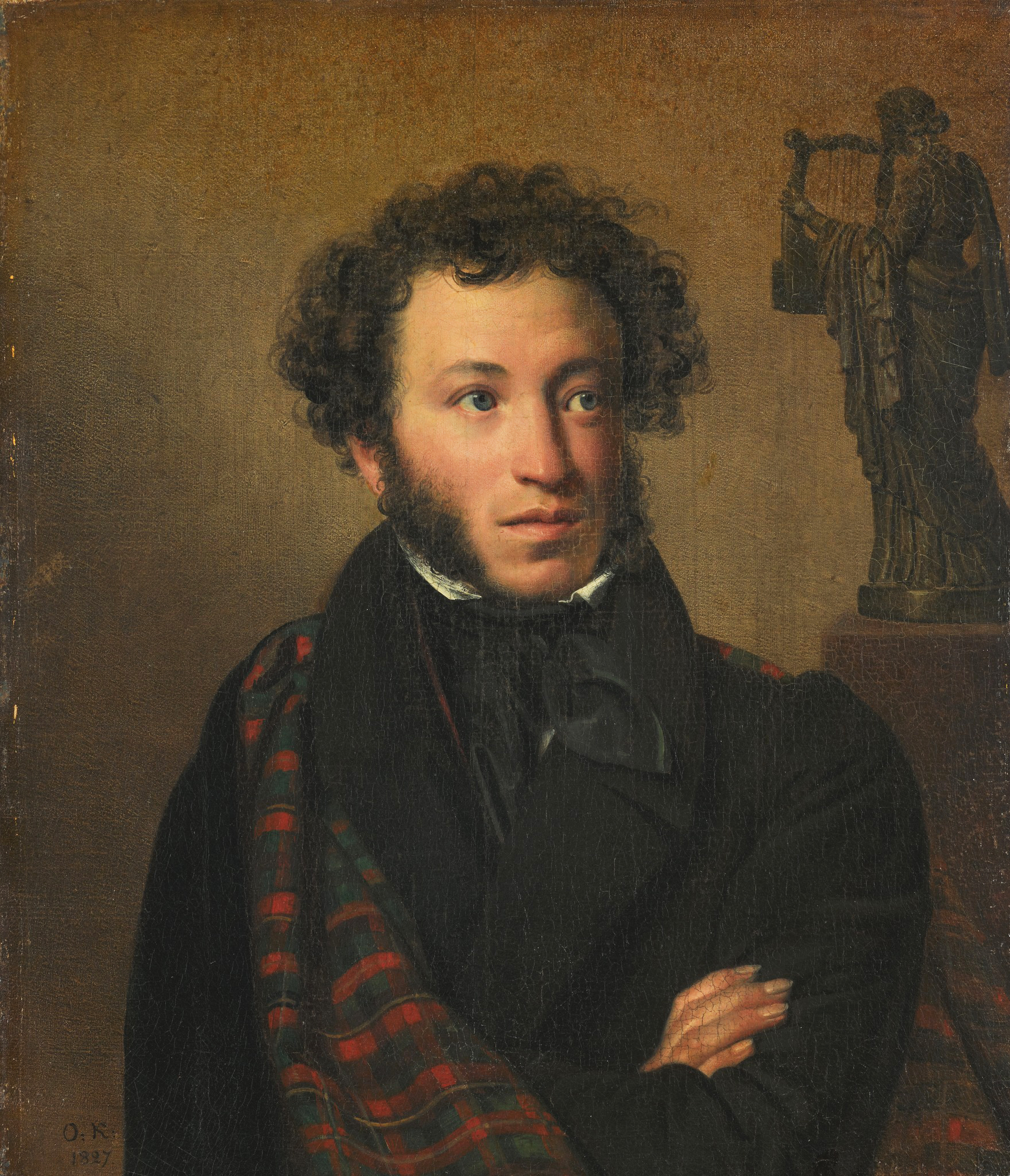
Портрет Олександра Пушкіна, 1827
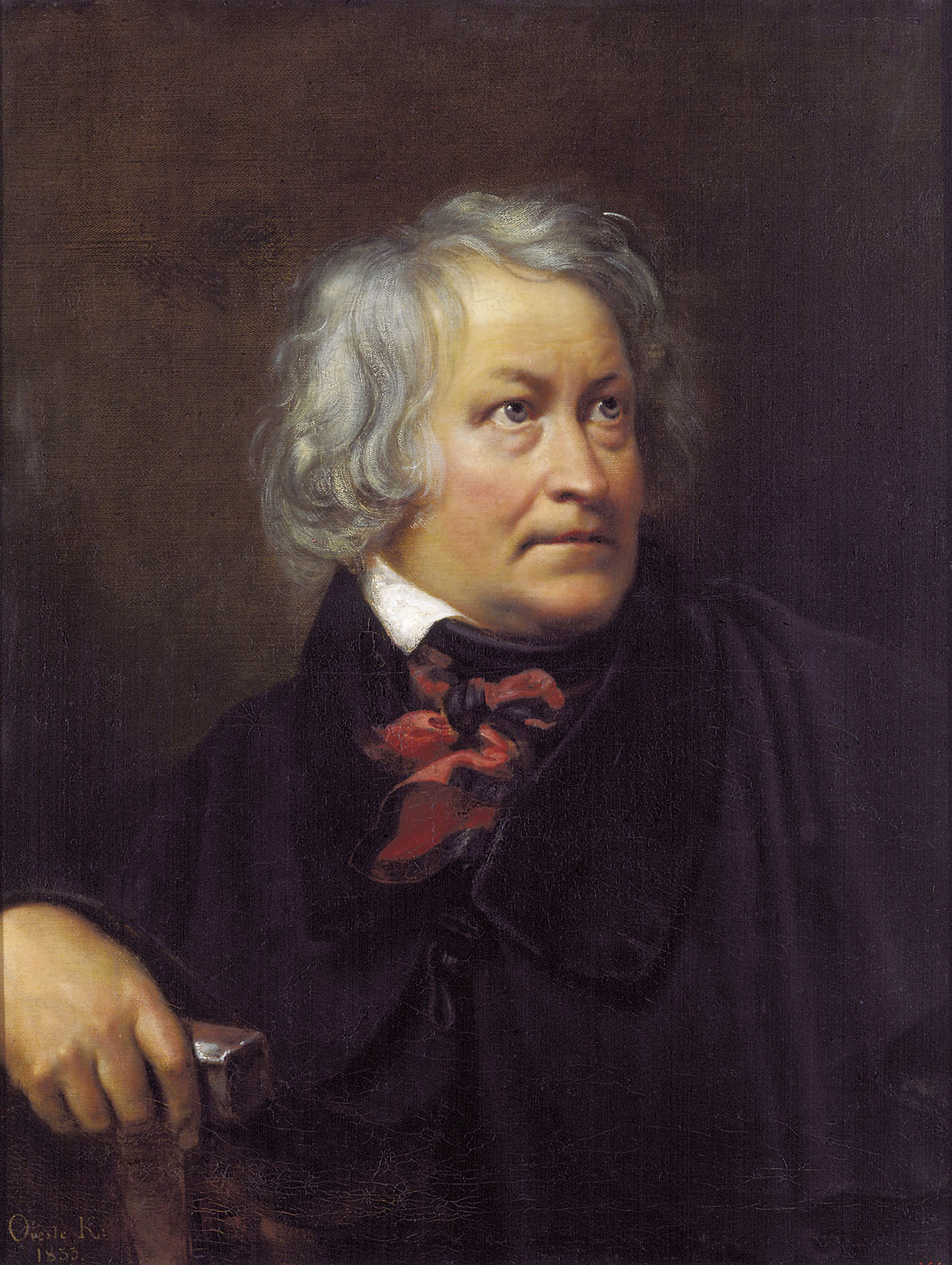
Портрет данського скульптора Бертеля Торвальдсена, 1833